# کبیسا
کبیسا (به اسپانیایی: Cobisa) یک شهرستان در اسپانیا است که در استان تولدو واقع شده‌است.

## خصوصیات
کبیسا ۱۵ کیلومترمربع مساحت و ۳٬۲۰۷ نفر جمعیت دارد و ۶۷۵ متر بالاتر از سطح دریا واقع شده‌است.